# Ébranchage

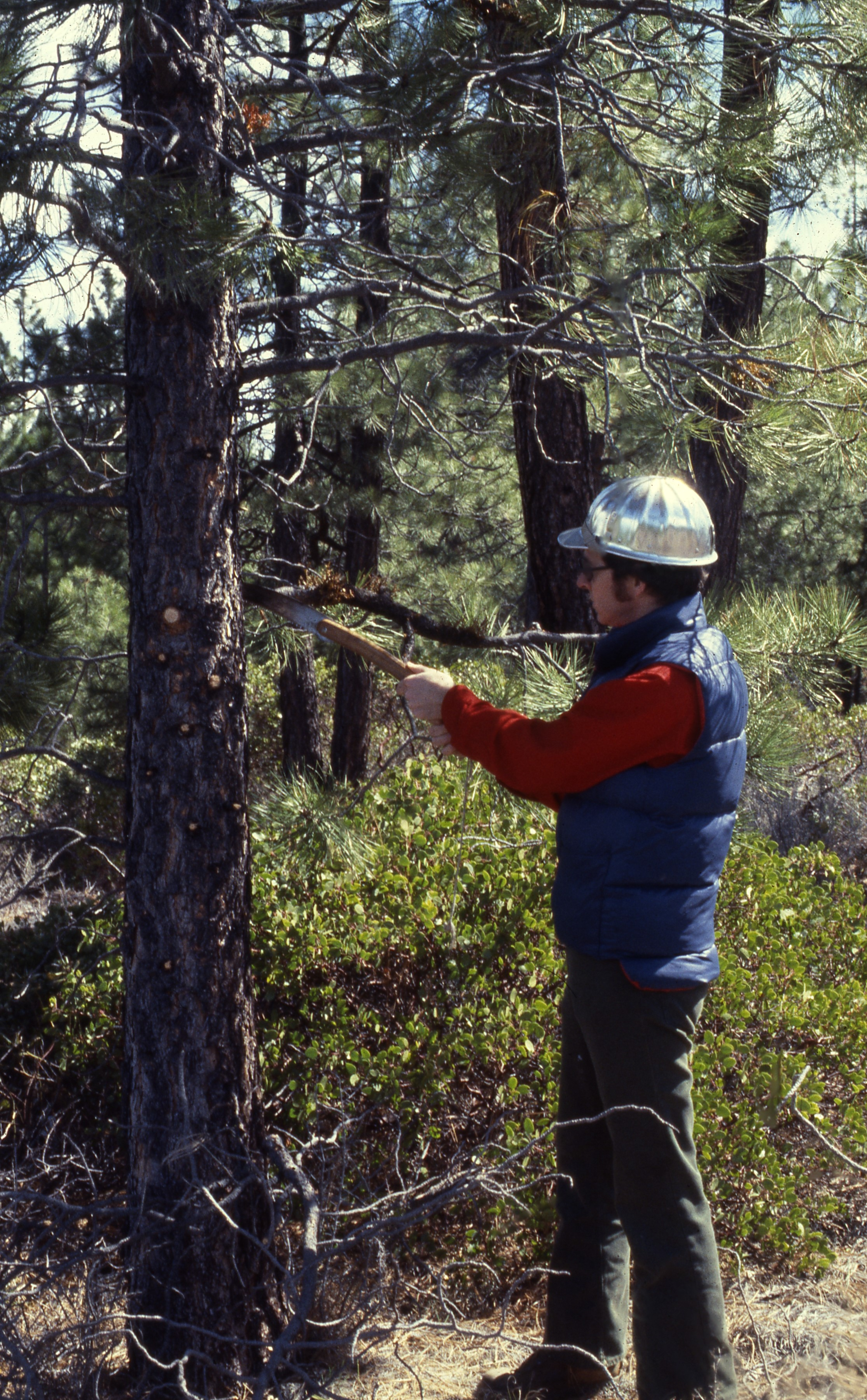
Ébranchage d'un pin, 1978

L'ébranchage est le processus consistant à enlever les branches d'un tronc d'arbre. L'ébranchage prend dans certaines circonstances les noms d'« émondage », d'« élagage » ou de « taille ». Il peut être réalisé par un sécateur, ou par une ébrancheuse.
En exploitation forestière, les arbres sont ébranchés sur pied ou abattus. 
En matière de prévention des incendies, des arbres vivants sont élaguées pour éviter que les branches ne soient une échelle de carburant (fuel ladder), terme désignant la végétation qui permet à un feu de grimper du sol vers le couvert forestier. Un guide sur la prévention des incendies en Californie recommande « d’enlever toutes les branches d’arbre à au moins 1,8 mètre du sol » et de « permettre un espace vertical supplémentaire entre les arbustes et les arbres ». 
L'anglais donne le terme unique limbing. En anglais britannique, limbing peut être synonyme de snedding. Alternativement, limbing peut être utilisé pour décrire l'opération sur de plus grosses branches et le snedding sur de plus petites. 

## En exploitation forestière
Les options pour couper les branches incluent tronçonneuse, abatteuse, les ébrancheuse et autres. L'ébranchage peut se produire au niveau de la souche dans les systèmes log/tree length systems et des cut-to-length logging ou à terre dans l'exploitation en toute longueur (whole-tree logging). 

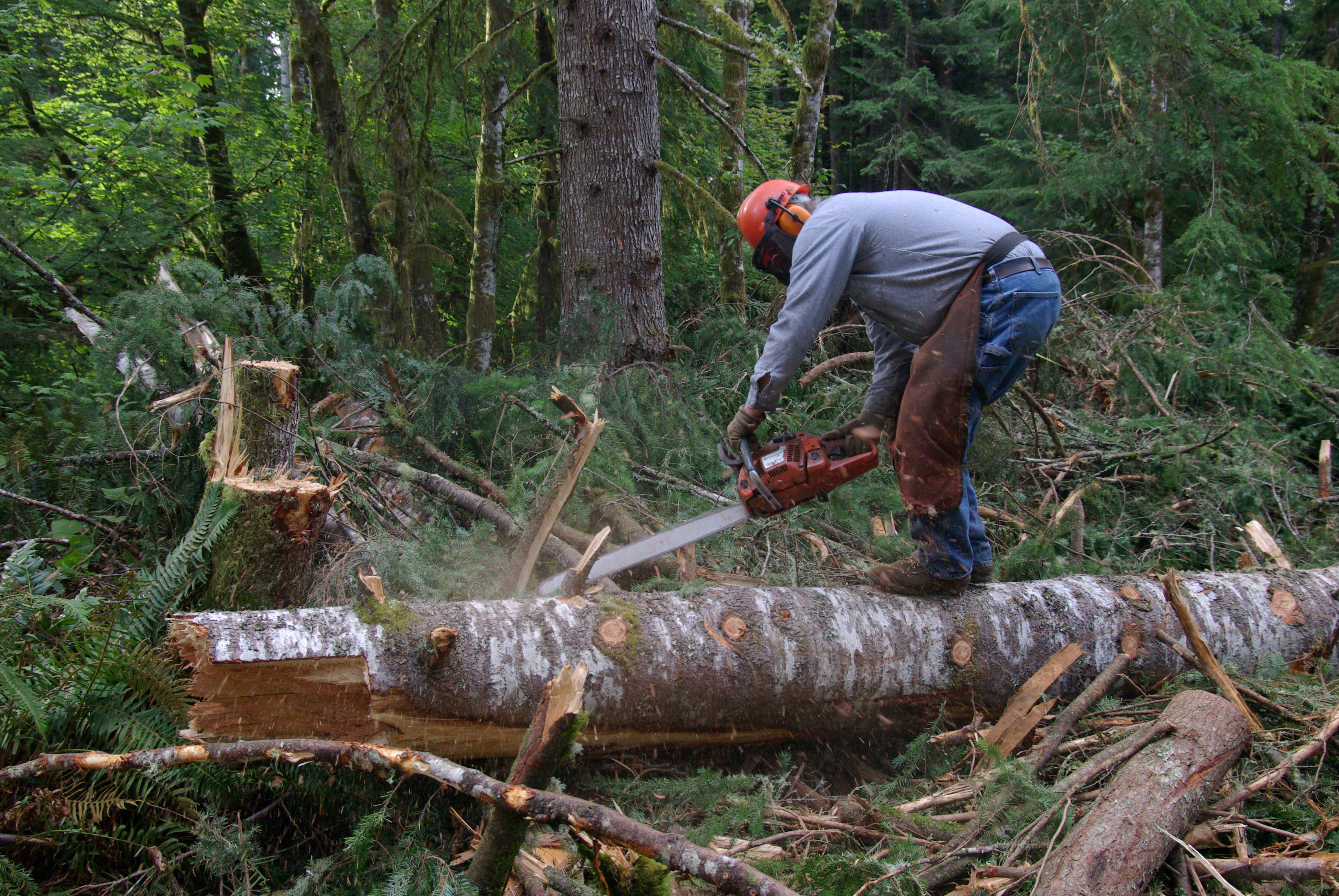
ébranchage à la tronçonneuse

Lorsque l'arbre est couché sur le sol, les branches peuvent stocker une énergie potentielle énorme sous l'effet de contraintes mécaniques. Lorsqu'une branche est coupée, souvent avec une tronçonneuse, cette énergie peut être libérée soudainement et la branche peut sauter dangereusement. De plus, une branche peut supporter l’arbre et l’arbre peut tomber ou se rouler lorsque la branche est coupée. Pour ces raisons, l'ébranchage est une opération qualifiée nécessitant une planification de sécurité minutieuse. 

## Voir également
- Hache
- Tronçonneuse
- Felling
- Fuel ladder
- Équarrissage (bois)
- Exploitation forestière
- Débitage du bois